# Fuga nel tempo (romanzo)
Fuga nel tempo (Take Three Tenses: A Fugue in Time) è un romanzo di Rumer Godden del 1945.

## Storia editoriale
Il romanzo è stato pubblicato in prima edizione a Londra da Macmillan e a Boston da Little, Brown and Company nel 1945. Altre edizioni più recenti portano il titolo solo come A Fugue in Time. Nell'edizione del 1975 una nota dell'autrice dice che "time is not consecutive, divided into past, present and future, but that these are all co-existent if only we could see it" (il tempo non è diviso in modo consecutivo tra passato, presente e futuro, poiché questi tre esistono tutti insieme, se solo potessimo accorgercene).

## Trama
È la storia di una casa di Londra e di una famiglia che vi ha vissuto per un secolo; dal vecchio generale Rolls Dane a John Ironmonger Dane, con sua moglie Griselda e i loro figli Selina e Rolls, da Lark Ingoldsby a Grizel, una nipotina, quindi il signor e la signora Proutie, la signora Crabbe e tutti gli altri che vengono raccontati facendo svolgere i racconti di più generazioni allo stesso tempo, attraverso continue prolessi e analessi, come se la casa non dimenticasse nulla. Anche i mobili, le porcellane, i servizi da tavola ecc. sono parte del racconto e a volte elencati nel romanzo dettagliatamente. È come se la casa, da protagonista della trama, conservi per sempre presenza, pensieri, azioni e segreti dei propri abitanti.

## Opere collegate
La scrittrice riprese l'idea nel successivo China Court (1958), ambientato però in una casa di campagna della Cornovaglia.

## Adattamenti
- Fuga nel tempo, regia di Irving Reis (1948), con David Niven e Teresa Wright.

## Edizioni italiane
- Fuga nel tempo, traduzione di Roberto Franco, Milano, Mondadori, 1951.